# کریم‌آباد (نظرآباد)
کریم‌آباد (نظرآباد)، روستایی از توابع بخش تنکمان شهرستان نظرآباد در استان تهران ایران است.این روستا دارای یک رودخانه فصلی ست که سالیان سال در فصل بهار دارای اب میباشد

## جمعیت
این روستا در دهستان نجم‌آباد قرار دارد و براساس سرشماری مرکز آمار ایران در سال ۱۳۸۵، جمعیت آن ۲۶۲ نفر (۷۰خانوار) بوده‌است.